# 四川小红门兰
四川小红门兰（学名：Ponerorchis sichuanica）也称四川红门兰，为兰科小红门兰属下的一个植物种。